# ENTPD8
ENTPD8 (англ. Ectonucleoside triphosphate diphosphohydrolase 8) – білок, який кодується однойменним геном, розташованим у людей на 9-й хромосомі. Довжина поліпептидного ланцюга білка становить 495 амінокислот, а молекулярна маса — 53 904.
| 10         |  | 20         |  | 30         |  | 40         |  | 50         |
| ---------- |  | ---------- |  | ---------- |  | ---------- |  | ---------- |
| MGLSRKEQVF |  | LALLGASGVS |  | GLTALILLLV |  | EATSVLLPTD |  | IKFGIVFDAG |
| SSHTSLFLYQ |  | WLANKENGTG |  | VVSQALACQV |  | EGPGISSYTS |  | NAAQAGESLQ |
| GCLEEALVLI |  | PEAQHRKTPT |  | FLGATAGMRL |  | LSRKNSSQAR |  | DIFAAVTQVL |
| GRSPVDFWGA |  | ELLAGQAEGA |  | FGWITVNYGL |  | GTLVKYSFTG |  | EWIQPPEEML |
| VGALDMGGAS |  | TQITFVPGGP |  | ILDKSTQADF |  | RLYGSDYSVY |  | THSYLCFGRD |
| QMLSRLLVGL |  | VQSRPAALLR |  | HPCYLSGYQT |  | TLALGPLYES |  | PCVHATPPLS |
| LPQNLTVEGT |  | GNPGACVSAI |  | RELFNFSSCQ |  | GQEDCAFDGV |  | YQPPLRGQFY |
| AFSNFYYTFH |  | FLNLTSRQPL |  | STVNATIWEF |  | CQRPWKLVEA |  | SYPGQDRWLR |
| DYCASGLYIL |  | TLLHEGYGFS |  | EETWPSLEFR |  | KQAGGVDIGW |  | TLGYMLNLTG |
| MIPADAPAQW |  | RAESYGVWVA |  | KVVFMVLALV |  | AVVGAALVQL |  | FWLQD      |

A: Аланін

C: Цистеїн

D: Аспарагінова кислота

E: Глутамінова кислота

F: Фенілаланін

G: Гліцин

H: Гістидин

I: Ізолейцин

K: Лізин

L: Лейцин

M: Метіонін

N: Аспарагін

P: Пролін

Q: Глутамін

R: Аргінін

S: Серин

T: Треонін

V: Валін

W: Триптофан

Кодований геном білок за функцією належить до гідролаз. 
Задіяний у такому біологічному процесі, як альтернативний сплайсинг. 
Білок має сайт для зв'язування з АТФ, нуклеотидами, іонами металів, іоном кальцію, іоном магнію. 
Локалізований у клітинній мембрані, мембрані.